# 上大見村
上大見村（かみおおみむら）は静岡県の東部、賀茂郡・田方郡に属していた村である。現在の伊豆市東部、大見川上流域にあたる。

## 地理
- 河川：大見川
- 山：天城山
- 峠：戸塚峠

## 歴史
- 1889年（明治22年）4月1日 - 町村制の施行により、原保村、姫ノ湯村、筏場村、貴僧坊村、中原戸村、地蔵堂村、菅引村、戸倉野村が合併して賀茂郡上大見村が発足。
- 1896年（明治29年）4月1日 - 郡制の施行により、所属郡が田方郡に変更。
- 1958年（昭和33年）1月1日 - 下大見村・中大見村と合併して中伊豆町が発足。同日上大見村廃止。